# Archidiecezja Nyeri
Archidiecezja Nyeri – diecezja rzymskokatolicka  w Kenii. Powstała w 1905 jako misja sui iuris Kenii. W 1909 podniesiona do rangi wikariatu apostolskiego. Przemianowana na wikariat Nyeri w 1926. Podniesiona do rangi diecezji w 1953. Archidiecezja od 1990.

## Biskupi diecezjalni
- Metropolici
  - Abp Anthony Muheria (od 2017)
  - Abp Peter J. Kairo (2008-2017)
  - Abp Nicodemus Kirima (1990 - 2007)
- Biskupi diecezjalni
  - Abp Nicodemus Kirima (1988– 1990)
  - Bp Caesar Gatimu (1964 – 1987)
  - Bp Carlo Maria Cavallera, I.M.C. (1953 – 1964)
- Wikariusze apostolscy
  - Bp Carlo Maria Cavallera, I.M.C. (1947 – 1953)
  - Bp Carlo Re, I.M.C. (1931.12.14 – 1947)
  - Bp Giuseppe Perrachon, I.M.C. (1926 – 1930)
- Wikariusze apostolscy Kenii
  - Bp Filippo Perlo, I.M.C. (1909 – 1925)